# Higher Ground (album)
Higher Ground – album amerykańskiej piosenkarki Barbry Streisand, wydany w 1997 roku.
Na płycie znalazł się duży przebój „Tell Him” nagrany w duecie z Céline Dion. Drugim singlem była piosenka „If I Could”, dedykowana synowi Streisand, Jasonowi Gouldowi. Natomiast cały album był zainspirowany i dedykowany Virginii Clinton Kelley, zmarłej w 1994 roku matce Billa Clintona.
Płyta dotarła do 1. miejsca amerykańskiego zestawienia Billboard 200 i została w USA certyfikowana jako potrójnie platynowa.

## Lista utworów
1. „I Believe/You’ll Never Walk Alone” – 6:12
2. „Higher Ground” – 4:24
3. „At the Same Time” – 4:18
4. „Tell Him” (duet z Céline Dion) – 4:52
5. „On Holy Ground” – 6:14
6. „If I Could” – 4:25
7. „Circle” – 4:15
8. „The Water Is Wide/Deep River” – 5:33
9. „Leading with Your Heart” – 3:33
10. „Lessons to Be Learned” – 4:43
11. „Everything Must Change” – 4:05
12. „Avinu Malkeinu” – 4:07

## Notowania
| Kraj                              | Pozycja |
| --------------------------------- | ------- |
| Australia (ARIA)                  | 14      |
| Austria                           | 42      |
| Francja (SNEP)                    | 23      |
| Holandia (MegaCharts)             | 5       |
| Kanada                            | 5       |
| Niemcy                            | 35      |
| Norwegia (VG-lista)               | 16      |
| Nowa Zelandia (RMNZ)              | 23      |
| Stany Zjednoczone (Billboard 200) | 1       |
| Szwajcaria                        | 15      |
| Szwecja (Sverigetopplistan)       | 34      |
| Wielka Brytania (UK Albums Chart) | 12      |

## Certyfikaty
| Kraj                     | Certyfikat          |
| ------------------------ | ------------------- |
| Holandia (NVPI)          | platynowa płyta     |
| Kanada (Music Canada)    | 3 × platynowa płyta |
| Stany Zjednoczone (RIAA) | 3 × platynowa płyta |
| Wielka Brytania (BPI)    | złota płyta         |